# Verano del Amor

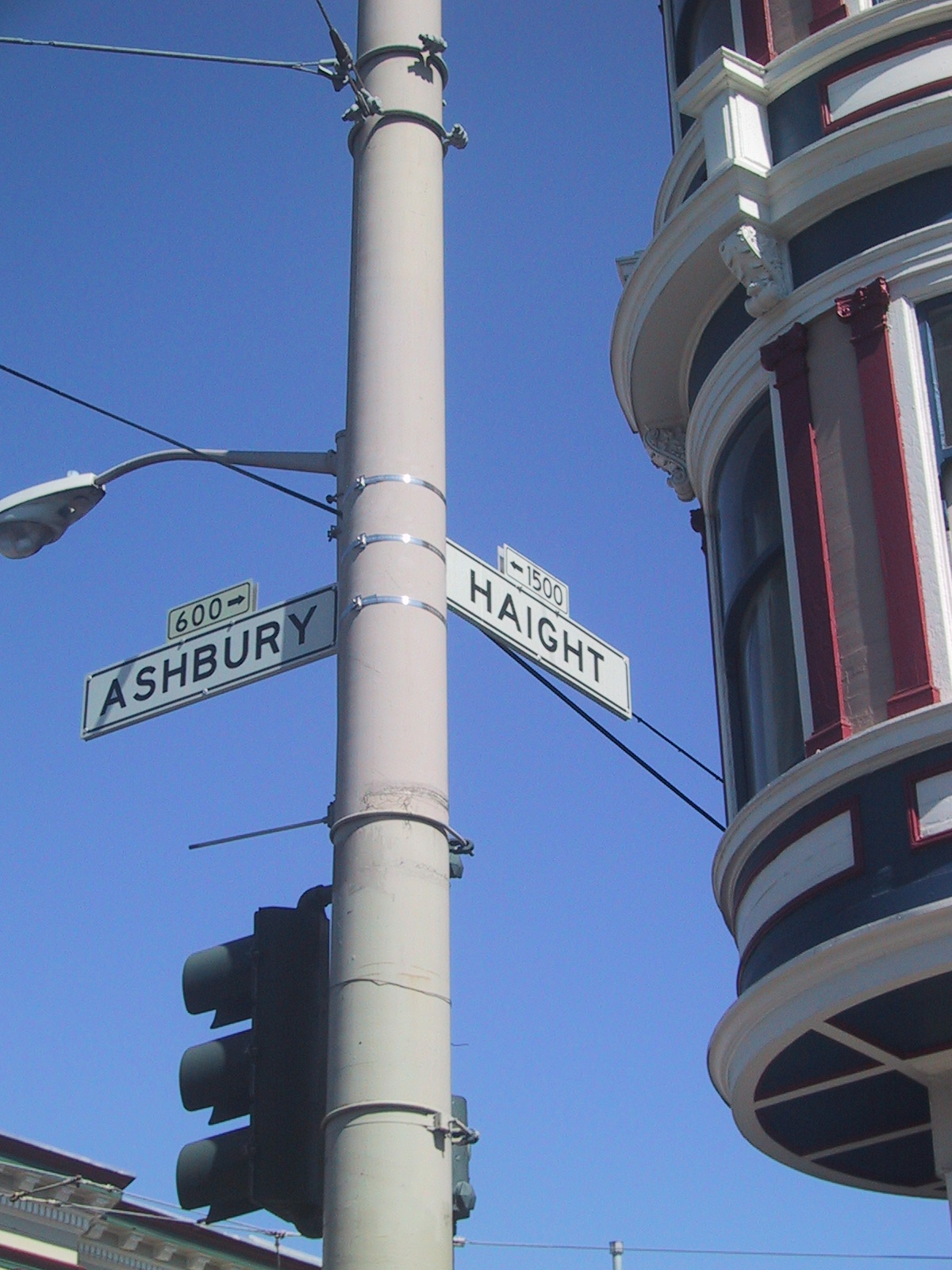
Unión de las calles Haight y Ashbury, San Francisco, epicentro del Verano del Amor.

El Verano del Amor (inglés: Summer of Love) fue un festival hippie que tuvo lugar en 1967 en el área de San Francisco (Estados Unidos), donde se reunieron cientos de miles de personas para celebrar el nacimiento de esa entonces nueva contracultura.
La expresión "verano del amor" se refiere al verano de 1967, cuando el llamado movimiento hippie en Estados Unidos estaba en su apogeo. A menudo se asume erróneamente que el Verano del Amor fue el verano de 1969 cuando tuvo lugar el Festival de Woodstock. La expresión trata de describir la actitud hacia la vida que prevaleció en el verano de 1967 en San Francisco, California.
El inicio de esta celebración normalmente se marca con el llamado Human Be-In en el parque Golden Gate de San Francisco. Durante el Human Be-In John Phillips, perteneciente al grupo estadounidense The Mamas & The Papas, muy famoso a mediados de los sesenta, tocó el estribillo de la canción "San Francisco (Be Sure to Wear Flowers in Your Hair)", el cual dice:

If you're going to San Francisco,

be sure to wear some flowers in your hair...

If you're going to San Francisco,

Summertime will be a love-in there.
Si vas a San Francisco,

asegurate de llevar flores en el cabello...

Si vas a San Francisco,

el verano será una celebración de amor.

Esta canción fue escrita por John Philips e interpretada por Scott McKenzie, y se publicó en mayo de ese mismo año. Esta canción fue originalmente la promotora del Festival del Pop de Monterrey, el cual se celebró durante este mismo verano. Destaca por ser el primer gran festival al aire libre de la historia del rock, ya que se estima que acudieron un promedio de 200.000 personas, provenientes de todas partes de Estados Unidos, Canadá, Reino Unido y del resto de Europa Occidental, e incluso de las antípodas, ya que hubo gente que acudió de lugares tan alejados como Nueva Zelanda o Australia.
Esto provocó que San Francisco se convirtiera en la capital mundial de la música. También movilizó a casi todos los estudiantes de las universidades californianas, por lo que provocó que el ejército, ya que por estos tiempos en Estados Unidos había una gran revuelta estudiantil por la repulsa hacia la Guerra de Vietnam, vigilara el evento.
El Verano del Amor de 1967 estuvo influido por la música de The Beatles, que en 1966 abandonaron su era Beat, para experimentar con un sonido más ácido y distorsionado, desarrollando el rock psicodélico, e influido por la música india. A inicios de 1967 publicaron Strawberry Fields Forever y Penny Lane, un sencillo con doble cara "A". Su canción, "All You Need Is Love", dio la vuelta al mundo gracias a la radio; esta canción, por su canto a la libertad y a la unidad, marcó a la contracultura de la época, ya que captó la esencia de los principios sobre los que se fundamentaba el Verano del Amor. Aparte de los Beatles, esta festividad estuvo marcada por dos discos estadounidenses, Surrealistic Pillow de Jefferson Airplane, y el primer álbum de The Doors. También se dieron a conocer a escala mundial Jimi Hendrix, Pink Floyd y Janis Joplin.
Aparte del Verano del Amor de 1967, hubo un Segundo Verano del Amor, que ocurrió en el Reino Unido, en 1988 y en 1989, el cual estuvo influenciado por la música electrónica y por la cultura rave.

## Enlaces de interés
- Allen Ginsberg
- Amor libre
- Grateful Dead
- Hippie
- Human Be-In
- Jefferson Airplane
- Ken Kesey
- LSD
- Monterey Pop Festival
- San Francisco Oracle
- STP (DOM)
- Summer of Love (Sliders)
- The Beatles
- The Doors
- Timothy Leary
- Segundo Verano del Amor (Reino Unido, 1988)
- Janis Joplin

- Datos: Q932701
- Multimedia: Summer of Love / Q932701